# Tryphon hamatus
Tryphon hamatus là một loài tò vò trong họ Ichneumonidae.